# Iñaki Barrenetxea
Iñaki Barrenetxea Giraldez (talora indicato come Barrenechea; Bilbao, 28 novembre 1973) è un ex ciclista su strada spagnolo, professionista dal 1997 al 1999.

## Carriera
Attivo tra i dilettanti dal 1992 al 1996, nel 1995 si classificò terzo alla Clásica Memorial Txuma.
Debuttò da professionista nell'aprile 1997 con la formazione belga Tönissteiner-Saxon-Colnago, venendo confermato anche per la stagione 1998, in cui prese parte a classiche come la Freccia del Brabante e la Gand-Wevelgem. Nel 1999 passò alla spagnola Fuenlabrada-Cafés Toscaf; fu la sua ultima stagione da professionista.
Dopo il ritiro dalle corse ciclistiche si è occupato dell'organizzazione di prove ciclistiche in Biscaglia, come la Vuelta a Vizcaya e l'Herri Krosa a Bilbao.

## Palmarès
- 1991 (Juniors)

Campionati di Biscaglia, Prova Juniores

### Altri successi
- 1993

Bilbao (Criterium)
- 1996

Berango (Criterium)